# Atid Ehad
Pour les articles homonymes, voir Atid (homonymie).
Atid Ehad (hébreu : עתיד אחד, litt. Un Futur) est un parti politique israélien.

## Histoire et idéologie
L'Atid Ehad fut fondé dans le but de participer aux élections législatives de 2006, et fut dirigé par Avraham Negusa.
Le parti représentait initialement les intérêts des Juifs éthiopiens vivant en Israël, bien que ses membres incluent des non-éthiopiens comme Yitzakael Shtetzler et Yossi Abramovich, respectivement deuxième et troisième sur la liste pour la Knesset lors de la campagne de 2006. Le parti prônait le rapatriement en Israël des derniers Juifs d'Éthiopie et le renforcement des efforts d'intégration pour la communauté.
Lors des élections législatives israéliennes de 2006, le parti remporta 14 005 suffrages (soit 0,45 % du total), total insuffisant pour passer le seuil électoral de 2 % requis pour entrer à la Knesset. Le parti ne participa pas aux élections suivantes en 2009, et disparut.
Le parti est utilisé comme une couverture par un membre du Parti sioniste religieux pour concourir sur la liste du Likoud lors des élections législatives israéliennes de 2021.